# Kike Elomaa
Kike Elomaa, pseudonimo di Ritva Tuulikki Sainio (Uusikaupunki, 16 luglio 1955), è una politica ed ex culturista finlandese.
Ritenuta la migliore culturista finlandese nella storia della disciplina, ebbe una breve ma importante carriera nel bodybuilding che contribuì a lanciare il culturismo femminile su tutto il continente europeo. Nel 1981, dopo aver vinto i campionati finlandesi ed europei, nonché la medaglia d'oro nei pesi medi ai Giochi mondiali di Santa Clara, si laureò campionessa nel prestigioso concorso di Ms. Olympia. Si ritirò nel 1983 dopo altre due partecipazioni nel concorso indetto ed organizzato dalla IFBB.
Dopo il suo ritiro ha intrapreso la carriera politica ed è stata eletta nel Parlamento finlandese nell'aprile 2011, in rappresentanza del partito Veri Finlandesi.

## Biografia
Nata nella cittadina di Uusikaupunki all'interno di una famiglia agiata, si laureò in radiologia presso l'Academic Medical Center di Helsinki nel 1980.

### Vita privata
Dal 1978 al 2021 è stata sposata con l'imprenditore Kimmo Elomaa (1953-2021), di ha preso il cognome.

## Carriera

### Carriera sportiva
Protagonista di una breve ma importante carriera, scoprì il mondo del culturismo alla fine degli anni settanta per poi divenire professionista nel 1980 con l'aiuto del marito nonché promotore di eventi Kimmo.
Disputò la sua migliore annata nel 1981, riuscendo nel breve spazio di dieci mesi a vincere i campionati finlandesi ed europei di bodybuilding, la medaglia d'oro all'edizione inaugurale dei Giochi mondiali e soprattutto il titolo di Ms. Olympia detronizzando la campionessa in carica Rachel McLish. La popolarità della finlandese crebbe enormemente e il suo inaspettato successo sul palco della IFBB contribuì a lanciare il bodybuilding femminile non solamente nel paese natio ma anche nell'intera Europa. Rimane tutt'oggi la prima e unica ad aver vinto campionati europei, giochi mondiali e Ms. Olympia nel medesimo anno.
Tornò sul palco di Ms. Olympia l'anno seguente per difendere il titolo, giungendo tuttavia sul gradino più basso del podio dietro Rachel McLish e Carla Dunlap. Al termine di Ms. Olympia 1983, dove si posizionò quinta, annunciò il suo ritiro dal mondo del culturismo.
Sino al 2001, anno della vittoria dell'olandese Juliette Bergmann, fu l'unica campionessa di Ms. Olympia a non essere nata negli Stati Uniti d'America. Quello stesso anno venne introdotta nella prestigiosa IFBB Hall of Fame.

#### Gare disputate e piazzamenti
- 1981 Campionati finlandesi – 1ª classificata
- 1981 Campionati europei – 1ª classificata
- 1981 Giochi mondiali – 1ª classificata
- 1981 IFBB Ms. Olympia – 1ª classificata
- 1982 IFBB Ms. Olympia – 3ª classificata
- 1983 Pro World Championship – 2ª classificata
- 1983 IFBB Ms. Olympia – 5ª classificata

### Carriera politica
Nelle elezioni parlamentari del 2011, è eletta membro del parlamento dal collegio elettorale della Finlandia sudoccidentale con 13.121 voti, in rappresentanza del partito Veri Finlandesi. Alle parlamentari del 2015 fu rieletta per altri 4 anni con un totale di 9.571 voti.
Il 13 giugno 2017, in segno di protesta contro l'elezione di Jussi Halla-aho – criticato per le rigide posizioni contro l'immigrazione e l'Islam – a segretario del partito, annunciò la sua uscita dai Veri Finlandesi assieme ad altri 19 suoi membri per aderire alla nuova entità politica Nuova Alternativa (Uusi vaihtoehto), poi rinominata Riforma Blu (Sininen tulevaisuus). Il 22 giugno seguente, tuttavia, tornò sui propri passi e riaderì a Veri Finlandesi.
Alle elezioni parlamentari del 2019 fu riconfermata per un altro mandato.